# Афанасенко, Евгений Иванович
Евге́ний Ива́нович Афана́сенко (7 апреля 1914 — 13 марта 1993) — советский партийный и государственный деятель, дипломат. Чрезвычайный и полномочный посол.

## Биография
Член ВКП(б) (1943). Окончил педагогическое училище (1930) и физико-математический факультет ЛГПИ (1938).
- С 1930 года — учитель в средней школе.
- В 1941—1945 годах — служба в РККА, участник Великой Отечественной войны.
- В 1946—1948 годах — преподаватель математики в техникуме.
- В 1948—1950 годах — заведующий отделом народного образования Фрунзенского райисполкома г. Москвы.
- В 1950—1956 годах — секретарь Фрунзенского райкома ВКП(б) г. Москвы, секретарь Московского горкома КПСС.
- С 28 марта 1956 по 4 мая 1966 года — министр просвещения РСФСР[1].
- С 1 ноября 1966 по 24 мая 1972 года — чрезвычайный и полномочный посол СССР в Руанде[2].
- С 24 мая 1972 по 18 сентября 1978 года — чрезвычайный и полномочный посол СССР в Конго (Браззавиль)[3].
- С 14 мая 1976 по 18 сентября 1978 года — чрезвычайный и полномочный посол СССР в Сан-Томе и Принсипи по совместительству[4].

Кандидат в члены ЦК КПСС (1961—1966). Депутат Верховного Совета СССР 5-го и 6-го созывов.
Похоронен в Москве на Троекуровском кладбище.